# T-kimura
t-kimura（ティーキムラ、本名：木村 貴志（きむら たかし）、1968年1月25日 - ）は、日本の作曲家、編曲家、音楽プロデューサー、DJ、キーボーディスト、ギタリスト。活動の幅は多岐にわたる。

## 人物
クラシックピアニストの母とトランペッターの父を持つ家庭に生まれる。12歳の時ロンドンでムーブメントとなっていたニュー・ウェイヴ (音楽)やニューロマンティックのカルチャーに感銘を受け、その後、1980年代中頃までを新宿のディスコツバキハウスや四谷で開催されていた秘密クラブワルプルギスなどで過ごす。併せて自身のバンドを結成の他、SOFT BALLETなどのライブに参加する。
1980年代後期は現シンセサイザー協会理事の斎藤久志など、音楽家の仲間と共にウィークエンドクラブ"GAY HANDLE"を運営。またDJ EMMAとコンビを組み、六本木のクラブや新宿ブギーボーイでDJ活動を開始。その後はグラフィックデザイナーとしても活動し、カセットテープのデザインや坂本龍一などが所属していたヴァージン・レコードやイベントの広告デザインを手掛ける。
1991年、ビクターのコンピレーション・アルバム「DANCE 2 NOIZE 001」にドイツ人女性ボーカルと黒人ラッパー2人を起用したレイヴ系ユニットのSUBSONICとして参加。ベルギーのLA STYLEやQuadrophoniの来日公演で共演する。
同年、ボーカルがクリスティーナにメンバーチェンジ、黒人ラッパーと本人による3人組ユニットSUBSONIC FACTORとしてSony Recordsよりデビュー。CLUB CITTA'で英バンドSHAMEN、東京ドームでイタリアのBLACKBOXなどと共演。
デビュー曲がアイルトン・セナの人気で過熱していたF1のCMに使用されるが、デビューライブで解散を発表。その後はF1のオフィシャル・プロモーションビデオの音楽を担当した。
1992年、Groovy Boyfriendsを結成し、1994年にポニーキャニオンからデビューするも、同年の1stアルバムの発売後に脱退する。
1993年、Groovy Boyfriendsの活動と並行してダンス・ミュージックのユニットRAVEMANを結成、1994年に発売したシングル「PUMPIN'」がジュリアナ東京を初め全国のディスコでパワープレイされ、年間クラブチャートベスト10圏内にオリジナル3曲がランクインする（リミックスを含むと5曲）。
東京ドームで開催されたavex raveに出演。またこの頃からTRFや安室奈美恵などのリミックスを手掛ける。
1996年、松崎麻矢とFavorite Blueを結成。アルバムが2作続けてオリコン1位。レコーディングにジョン・テイラーを起用。
1997年、Favorite Blueとは対をなすアグレッシブなサウンドのプロジェクトm.o.v.eを結成。デビュー間もなく英国の"HYBRID"などと台湾のフェスに参加。3万人動員。
その後、長期にわたりアニメ『頭文字D』の主題歌とエンディングを手掛け、世界各国でライブを行う。シアトルでのワンマンライブには3000人を動員。
リミックス・アルバムのリリースにも精力的でマッドプロフェッサーやマドンナのプロデューサーで知られるジャック・ル・コント（スチュアート・プライス）などをリミキサーに起用した。
2002年、自身のソロプロジェクト「Orbitribe」を旗揚げ。アルバム「TUNE ON」をエイベックスからリリース。
2009年4月、アーティスト活動から引退を宣言。活動を総合的なコンテンツ開発にシフトする。
2010年、VOCALOID「Lily」をプロデュース。イベント「ボカロ夏祭り」を企画。このイベント用にAR（拡張現実）のLilyを制作。話題となる。
2013年、音楽制作活動を再開。ハリウッドで活躍する映画監督北村龍平とタッグを組んだAKB48ドームツアーの交響曲やももいろクローバーZのサウンドプロデュースを手掛ける。
2014年1月、中学校時代からの親友である山岡晃らと共にクロスメディアプロジェクト「Blitzage」を旗揚げしスティーヴ・ストレンジ率いるVISAGEと共演（BLITZAGE FACEBOOK OFFICIALから転載）。
2018年5月、自身がプロデューサーとして携わるマキアダチのミニアルバム「OVERWHELMING」が配信リリースとなる。

## 来歴
- 1990年（平成2年） - SUBSONIC FACTORを結成。Sony Recordsよりデビュー（現在は解散）。
- 1993年（平成5年） - Groovy Boyfriendsを結成。1994年にポニーキャニオンよりデビュー（現在は解散）。
- 1994年（平成6年） - motsu（当時はU.S-TOM名義）、GEE RAVEMANと共にRAVEMANを結成。エイベックスと専属プロデューサー契約を締結（KIM RAVEMAN名義で活動・現在は解散）。
- 1995年（平成7年） - 松崎麻矢とFavorite Blueを結成。
- 1997年（平成9年） - motsu、yuriとmoveを結成、同グループのリーダーに就任（後にm.o.v.eへ名称変更）。
- 2000年（平成12年） - Favorite Blueの活動が終了する。
- 2001年（平成13年） - 結婚。子供を設ける。
- 2002年（平成14年） - ソロプロジェクト・Orbitribeを始動し、アルバム『TUNE ON』をリリース。
- 2008年（平成20年） - プロデューサーに専念するためエイベックスとの契約を終了。
- 2009年（平成21年）4月4日 - SHIBUYA AXでの『LIVE TRANSFORM 2009』をもってm.o.v.eを正式に卒業。同時にアーティスト活動も終了しプロデューサーに専念、併せて株式会社バーニングパブリッシャーズに移籍。

## 所属の音楽ユニット
- SUBSONIC FACTOR
- Groovy Boyfriends
- RAVEMAN
- Favorite Blue
- m.o.v.e
- Orbitribe

## ディスコグラフィ

### Orbitribe名義
| 『TUNE ON』                     | 『TUNE ON』                     |
| Orbitribe の スタジオ・アルバム | Orbitribe の スタジオ・アルバム |
| ------------------------------- | ------------------------------- |
| リリース                        | 2002年3月27日                   |
| 時間                            | 76分39秒                        |
| レーベル                        | avex trax                       |
| EANコード                       |                                 |
| EAN 4515793101118               |                                 |
| テンプレートを表示              |                                 |

| 「MUGEN -般若心経-」  | 「MUGEN -般若心経-」   |
| Orbitribe の シングル | Orbitribe の シングル  |
| --------------------- | ---------------------- |
| リリース              | 2017年11月3日          |
| 規格                  | デジタル・ダウンロード |
| 時間                  | 22分22秒               |
|                       |                        |
| テンプレートを表示    |                        |

| 「仇桜 -ADA ZAKURA -」 | 「仇桜 -ADA ZAKURA -」 |
| Orbitribe の シングル  | Orbitribe の シングル  |
| ---------------------- | ---------------------- |
| リリース               | 2018年1月1日           |
| 規格                   | デジタル・ダウンロード |
| 時間                   | 14分57秒               |
|                        |                        |
| テンプレートを表示     |                        |

## プロデュース・楽曲提供
- m.o.v.e
- 浜崎あゆみ
  - 「Trust」（作曲・編曲）
- TRF
  - 「Frame」（作曲・編曲）
- MAX
  - 「恋するヴェルファーレダンス 〜Saturday Night〜」（編曲）
- Folder5
  - 「GO AHEAD!!」（作曲・編曲）
- V6
  - 「MUSIC FOR THE PEOPLE」（編曲）
- のはらしんのすけ　
  - 「パカッポでGO!」（作曲）
- マキアダチ
  - 『OVERWHELMING』（プロデュース）